# Rio Creanga Mare
O Rio Creanga Mare é um rio da Romênia, afluente do Rio Mureş, localizado no distrito de Harghita.